# Граддівський заказник
Граддівський — ландшафтний заказник місцевого значення. Об'єкт розташований на території Камінь-Каширського району Волинської області, ДП «Колківське ЛГ», Граддівське лісництво, квартал 20, 21, 28—31, квартал 32, виділи 1, 2, 17, 24, квартал 40—42.
Площа — 860,6 га, статус отриманий у 2006 році.
Охороняється ділянка лісу, де зростають сосна звичайна й береза повисла та трапляються рідкісні види птахів — лелека чорний і підорлик малий, занесені до Червоної книги України та міжнародних природоохоронних списків.
Заказник перебуває під загрозою знищення через плани видобутку торфу на його території КП «Волиньприродресурс».